# Hans Christian Gram

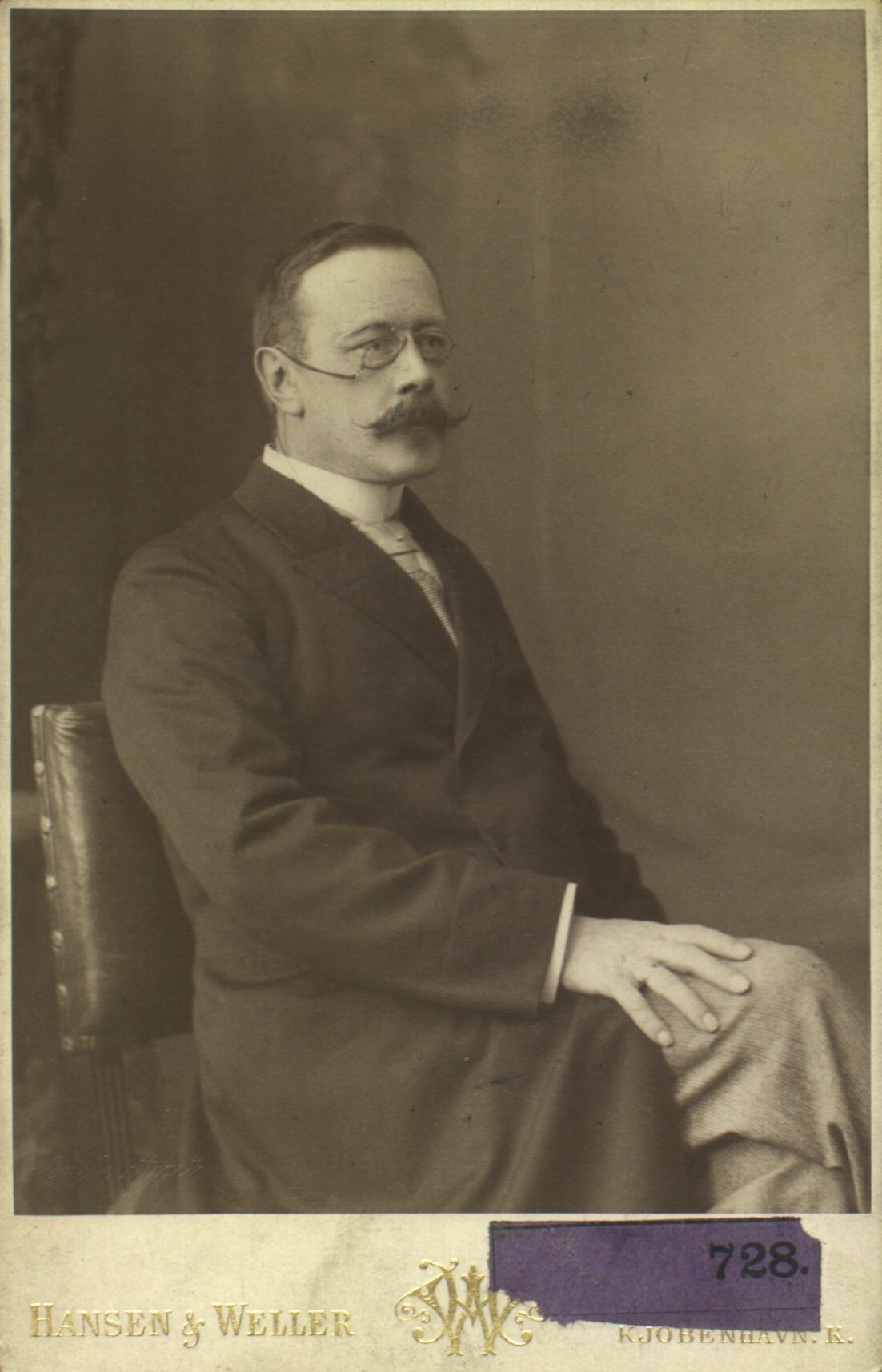
Porträt von Gram

Hans Christian Joachim Gram (* 13. September 1853 in Kopenhagen; † 15. November 1938 ebenda) war ein dänischer Bakteriologe. Heute ist er vor allem für seine Färbemethode für Bakterien, der nach ihm benannten Gram-Färbung, bekannt. Diese ist bis heute ein labordiagnostischer Standard, um Bakterien unter dem Mikroskop besser sichtbar und verschiedene Bakterienarten unterscheidbar zu machen.

## Leben
Hans Christian Gram war der Sohn des Juraprofessors Fredrik Terkel Julius Gram (1816–1871) und Louise Christiane Roulund. Er studierte zunächst in Kopenhagen Botanik bis zum Bachelor. Von 1873 bis 1874 war er Assistent beim Zoologen Japetus Steenstrup. Später studierte er auch bis zum Abschluss 1883 Medizin an der Universität Kopenhagen. Im Zeitraum von 1883 bis 1885 lebte er in Berlin, wobei er Pharmakologie und Bakteriologie vertiefte. Gram fand 1884 im Berliner Städtischen Krankenhaus in Zusammenarbeit mit Carl Friedländer einen Weg, Erreger der Lungenentzündung Streptococcus pneumoniae (grampositiv) und Klebsiella pneumoniae (gramnegativ) verschieden anzufärben. Die nächsten paar Jahre verbrachte er als Assistent im Krankenhaus.
Im Jahr 1891 wurde er Dozent und erhielt im selben Jahr eine Professur für Pharmakologie sowie ab 1900 für Medizin in Kopenhagen.  Er war ab 1889 mit Louise I. C. Lohse verheiratet, bis sie 11 Jahre später verstarb. Nachdem er 1923 in den Ruhestand gegangen war, beschäftigte er sich mit der Geschichte der Medizin.
Grund für die intensive Forschung an Färbemethoden für Bakterien zu Ende des 19. Jahrhunderts war deren schlechte Sichtbarkeit in der Hellfeldmikroskopie. Erst mit der Entwicklung des Phasenkontrasts in den 1930er Jahren wurden sie ohne Färbung sichtbar.

## Gram-Färbung

### Hintergrund
Hans Christian Gram entwickelte die Färbemethode als Mitarbeiter bei Carl Friedländer in Berlin. Er suchte nach einer Färbemethode, mit der Bakterien in tierischem Gewebe dargestellt werden können, also kontrastierend zu den Gewebezellen gefärbt wurden. Die gefundene Färbemethode, veröffentlicht 1884, hatte jedoch nur bei einigen Bakterien, den grampositiven, Erfolg. Émile Roux wendete die Methode zur färberischen Differenzierung von grampositiven und gramnegativen Bakterien an, insbesondere zur Bestimmung von Gonokokken (gramnegativ im Gegensatz zu vielen anderen Kokken) (Veröffentlichung 1886).

### Färbemethode
Diese Färbemethode basiert auf einem damals unbekannten Unterschied im Zellwandaufbau von Bakterien. Gram-positive Bakterien haben eine dicke Zellwand, hauptsächlich aus einer vielschichtigen Lage Murein bestehend. Gram-negative Bakterien besitzen nur eine sehr dünne Wand aus einer ein- bis wenigschichtigen Lage Murein, außerdem haben sie eine zweite Lipidmembran ähnlich einer Cytoplasmamembran außerhalb der Zellwand.
Bei der Färbung mit Gentianaviolett bildet sich mit Iod-Kaliumiodid-Lösung (Lugolsche Lösung) ein wasserunlöslicher Iod-Farbstoff-Komplex innerhalb der Zelle. Dieser kann mit Ethanol aus gramnegativen Bakterien ausgewaschen werden. Ethanol kann jedoch nicht durch die dicke Zellwand der grampositiven Bakterien dringen, daher bleibt der Iod-Farbstoff-Komplex in diesen Zellen enthalten. Um die anderen, gramnegativen Bakterien anzufärben, wird eine Gegenfärbung mit Safranin oder Fuchsin genutzt.

## Publikationen (Auswahl)
- Undersøgelser over de røde blodlegemers størrelse hos mennesket. Et bidrag til blodets normale og pathologiske anatomi, Kjobenhavn, V. Thaning & Appel, 1883
- Klinisk-therapeutiske Forelæsninger holdte for lægevidenskabelige studerende Efteraar 1900–Foraar 1902, Kbh., 1902
- Klinisk-therapeutiske Forelæsninger holdte for lægevidenskabelige studerende: Efteraar 1902–Foraar 1903 : 2. Del, Kbh., 1903
- Basedow's Sygdom : bemærkninger om denne Sygdom og den Forhold til Angst væsentlig belyst ved Jagttagelser paa det Kongelige Frederiks Hospital 1895–1909, Kbh., 1911
- Studier over fibrinmængden i menneskets blod og plasma, samt nogle hermed forbundne problemer : with an English summary, København : Steen Hasselbalchs, 1921

Eine vollständige Liste seiner Veröffentlichung befindet sich in: O. Preisler: Bibliotheca medica danica, VII, Lynby 1919, 41 beziehungsweise Index mediucs danica 1913–1927, II, Copenhagen 1928, S. 370–371.